# صحة الرجل

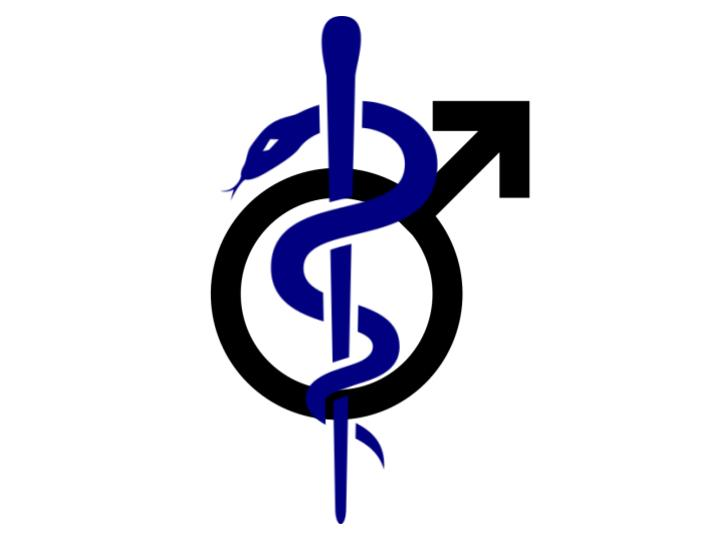
رمز لصحة الرجل. عصا الهيمالايا (اللون الأزرق) تغطي رمز الجنس الذكري (اللون الأسود).

صحة الرجال هِي حالة من الرفاهية الجسدية والعقلية والاجتماعية الكاملة كما يختبرها الرجال، وليست مجرد غياب المرض. يمكن أن تُعزى الاختلافات في صحة الرجال مقارنة بالنساء إلى العوامل البيولوجية والسلوكية والاجتماعية (مثل المهن).
غالبًا ما تتعلق صحة الرجال بالعوامل البيولوجية مثل الجهاز التناسلي الذكري أو الحالات التي تسببها الهرمونات الخاصة أو الأكثر وضوحًا في الذكور. بعض الحالات التي تؤثر على كل من الرجال والنساء، مثل السرطان والإصابات تظهر بشكل مختلف في الرجال. بعض الأمراض التي تؤثر على الجنسين أكثر شيوعًا إحصائيًا في الرجال. يميل الرجال من حيث العوامل السلوكية إلى اتخاذ خيارات غير صحية أو محفوفة بالمخاطر وأقل احتمالًا في طلب الرعاية الطبية.
قد يواجه الرجال مشاكل ليست مرتبطة مباشرةً بالعوامل البيولوجية، مثل الوصول إلى العلاج الطبي المتميز حسب الجنس والعوامل الاجتماعية والاقتصادية الأخرى. الرجال خارج منطقة أفريقيا جنوب الصحراء الكبرى معرضون أكثر عرضة للإصابة بفيروس نقص المناعة البشرية. يرتبط ذلك بالنشاط الجنسي غير الآمن الذي يكون غالبًا بسبب اغتصاب الذكور.

## البداية
إن الفهم الأكبر لقضية صحة المرأة أصبح أحد نجاحات حركة المساوين بين حقوق الجنسين، وهو تطور جذب الانتباه إلى حقيقة أنه في الوقت الذي يهيمن فيه الرجال على معظم المجتمعات وفي معظم الحقول، لم يمتد هذا ليشمل الصحة والعيش حتى منتصف العمر المتوقع. بحلول عام 2008، كانت لا تزال قضية أنه في الغالبية الواسعة في المجتمعات، الغنية والفقيرة، فإن النساء يتوقع أن يعشن حياة أطول من الرجال.

### في المملكة المتحدة
تأسس منتدى صحة الرجل في عام 1994، في المملكة المتحدة، والذي تم تأسيسه بالأصل في الكلية الملكية للرعاية لكنه أصبح مستقلا عن الكلية بشكل كامل عندما أنشئ كجمعية خيرية في عام 2001. أما الأسبوع الوطني الأول لصحة الرجل فقد عقد في الولايات المتحدة في عام 1994. بينما تم الأسبوع الأول في المملكة المتحدة في عام 2002، ثم أصبح الحدث عالميا في السنة التالية. وفي عام 2005، أصبح آلان وايت مشهورا، وهو أستاذ صحة الرجل العالمي الأول، والذي كان قد عين في جامعة ليدز ميتروبوليان الواقعة شمال-شرق إنجلترا.

### في كندا
في عام 2002، تأسست شبكة صحة الرجل في تورنتو على يد جو جاكوبس، الذي ساعد بجذب الانتباه حول أهمية صحة الرجل في أكبر مدن كندا. حيث عقدت المنظمة منتدى صحة الرجل بشكل سنوي، بما فيها عام 2005 عندما تحدث ضيف الشرف، السناتور الكندي الدكتور ويلبيرت كيون عن أهمية صحة القلب والأوعية الدموية للرجل. ومنذ ذلك الحين، ترأس المنظمة كل من تيد كايسر، إيلين سيكويرا والدكتور دون ماك كريري إضافة إلى دونالد بلير. وفي الوقت الحاضر، يتولى جايمس هودجينز رئاسة المنظمة. ولا تزال المنظمة الأقدم والأكثر اعترافا بها للدفاع عن صحة الرجل في كندا، حيث أن المنظمات الأخرى بدأت بالظهور في كولومبيا البريطانية والمقاطعات البحرية.

### في الولايات المتحدة
في الولايات المتحدة، تولت شبكة صحة الرجل (ام اتش ان) قضية صحة الرجل، من بين منظمات أخرى، وهي منظمة تربوية لا ربحية تشمل الأطباء والباحثين وعمال الصحة العامة ومحترفون آخرون في الصحة إضافة إلى الأفراد. إن المنظمة ملتزمة بتحسن صحة وعافية الرجال والشباب وعائلاتهم من خلال حملات التثقيف وجمع البيانات والمسوحات واستقصاءات الخطوط الساخنة المجانية فضلا عن العمل مع مقدمي الرعاية الصحية. تجري منظمة ام اتش ان العروض في مواقع العمل والأماكن العامة وفي المؤتمرات والمناقشات الراعية لها كما أنها تروج لفترات التثقيف مثل شهر صحة الرجل وأسبوع صحة الرجل.
يواجه رجال أميركا مشكلة في الوقت الحاضر هي أنهم يموتون أبكر بكثير من النساء، حيث أن متوسط عمرهم المتوقع هو 74.8 سنوات فقط مقارنة ب 80.1 سنة للنساء (وذلك في وزارة الصحة والخدمات العليا، ولاية ميسوري). وهذا الفرق الذي يقارب الست سنوات يعني أن الرجال يموتون في عمر مبكر أكثر جراء نوعية أسوأ من الحياة. لا تصبح بندا إحصائيا آخر وتدع المرأة التي تحبها تعيش أكثر منك. هناك أشياء بإمكانك إدخالها في حياتك اليومية لن تقوم بتحسين صحتك الحالية والمستقبلية فحسب، وإنما ستحسن الطريقة التي تشعر بها أيضا. من المفضل أن تمنح ذلك فرصة فلا شيء لتخسره سوى سنوات من الحياة الجيدة.
بغض النظر عن مستوى اللياقة، فإن كل شخص تقريبا يمكنه تحسين صحته بطريقة ما. بالنسبة لأكثرنا، قد نلحظ تغيرا دراماتيكيا في حالتنا العاطفية والبنيوية وحتى في استجابتنا للأمراض إن زدنا ببساطة عدد التمارين البدنية التي نقوم بها كل أسبوع. وفقا مراكز السيطرة على الأمراض والوقاية منها (سي دي سي)، فإن البالغين عليهم أن يتحركوا مدة ساعتين ونصف على الأقل كل أسبوع. وهذا المجموع يتضمن التمارين التي تزيد من معدل ضربات قلبك علاوة على التمارين تقوي عضلاتك. إن كلا النوعين ضروري من أجل تدريب أهم عضلة في جسدك ألا وهي (قلبك)، إضافة إلى بناء القوة التي تحتاجها لدعم بنيتك العظمية. يعتزم الكثيرون منا تطبيق هذه النصيحة، لكنهم يفشلون بتحقيقها بسبب الكثير من الأعذار. إن عدم الحصول على وقت كاف في النهار هو مشكلة يسهل إيجاد الحل لها. فبدلا من تضييع خمس ساعات بالبحث عن أقرب فسحة لركن السيارة أمام العمل أو دكان البقالة، ابذل جهدا لتركنها في الصف الأبعد عن الباب. إن صعود الدرج يحرق وحدات حرارية أكثر بكثير من الصعود بالمصعد، كما أنها طريقة رائعة لدمج نوعي التمارين معا. أثناء تمارين أطفالك الرياضية، تحدى طفلك لتتسابق معه بعدها واجعل ذلك تحديا أسبوعيا. دع قاطعة العشب التي يجلس عليها في السقيفة وأحضر المحشة ذات الدفع التي تقدم تمرينا عظيما للجزء العلوي من جسدك علاوة على الجزء السفلي. ألق بنظرة فاحصة على روتينك اليومي وحاول إيجاد مجالات تستطيع فيها دمج المزيد من النشاط الجسدي، خاصة إن لم تكن تمتلك الوقت للذهاب إلى صالة الألعاب الرياضية.
لعدد كبير من الأسباب، يختار الكثير من الرجال تجاهل أحد العوامل المؤثرة في لعبتهم مع الصحة ألا وهو أطبائهم\أو مقدم الرعاية الصحية لهم. بغض النظر عما إذا كنت قد اخترت تجنب عيادة الطبيب بسبب المال أو الوقت أو الحرج أو حتى إن كان أخذ موعد أمرا هامشيا على جدول أولوياتك، فإن وظيفة الطبيب هي العمل معك في سبيل مساعدتك على أن تكون في أفضل حالاتك. إن صحة الرجل تجسد مجموعة من حالات الصحة الفريدة التي تتطلب انتباه خاصا. والعديد من هذه الحالات يمكن تواجدها دون تحذير وحتى دون وجود أعراض لها، لذا فمن الهام بشكل خاص أن تطور علاقتك بطبيبك في سبيل امتلاك الصحة الفضلى. على سبيل المثال، تشير تقارير سي دي سي إلى أن 25 بالمائة من المصابين بسرطان الرئة لم يكن لديهم أعراض على ذلك. إضافة إلى ذلك، استمع إلى جسدك، إن كان شيئا ما مؤلما أو لا يعمل بشكل صحيح، فإن جسدك يحاول أن يخبرك أن هناك شيء خاطئ ويجب إصلاحه. سيناقشك طبيبك أيضا حول تصوير السرطان الموصى به وغيره من الفحوصات التي ابتكرت لتكون نافعة في منع الأمراض والعلل الخطيرة. عوضا عن تصوير موعد الطبيب على أنه مشكلة، اعتبره فرصة للعمل مع زميلك لتطوير خطة لعبتك الصحية.
قد يبدو أمرا جليا، لكن تجنب التصرفات الخطيرة هو طريقة عظيمة لصون الصحة الجيدة. إن السلوك الذي يسبب التأثير الأسوأ على الشخص هو التدخين. وفقا لمنظمة أبحاث ونوعية الرعاية الصحية، فإن التدخين يقتل أكثر من 430.000 أميركي في كل عام. كما أن التدخين يسبب الإصابة بالسرطان والسكتة الدماغية ومرض القلب علاوة على مرض الرئة، وجميعها من الأسباب الرئيسية للموت. أما السلوك الآخر الذي يجب ذكره فهو شرب الكحول. إن كنت تشرب الكحول، فاشرب باعتدال (بالنسبة للرجال، فإن هذا يعني من كأس إلى كأسين في اليوم كحد أعلى). إن شرب الكحول المفرط لن يساهم فحسب في بداية بعض الأمراض كالسرطان وضغط الدم العالي، لكنه يضيف أيضا سعرات حرارية مخفية إلى حميتك، محبطا بذلك خطط طعامك الصحية ومعترضا طريق اكتساب الوزن الصحي (وفقا لجمعية القلب الأميركية). يدرس العلماء احتمال وجود صلة بين تناول الكحول باعتدال ومنافع محتملة للصحة، لكن الغالبية الكبرى من الخبراء توافق على أنه إلى تؤكد ذلك المزيد من النتائج، فإن الخيار الأكثر صحة يبقى الالتزام بالشرب باعتدال. وفي النهاية، فإن تقنيات غسل اليدين بشكل جيد هي طريقة رائعة لمنع التقاط الأمراض كالأنفلونزا الموسمية وأنفلونزا الخنازير وغيرها من الأمراض الشائعة. كحد أدنى، تأكد من غسل يديك بعد استخدام الحمام، وقبل تناول الطعام وبعد تواجدك في مكان عام وبعد لمس الحيوانات الأليفة. إن نتيجة تطبيق هذه السلوكيات البسيطة ستكون صحة أفضل.
إن كانت حميتك تحتوي على البرغر والبطاطا المقلية والجعة قبل كل شيء، فإنك معرض لصفعة قوية. بينما نكبر، يكون معدل ما يستخدمه جسدنا من الطعام (المعروف باسم الأيض) يزداد بثبات. تكمن المشكلة في أن الكثير من الشبان يحافظون على عاداتهم الغذائية ذاتها منذ ان كانوا مراهقين، لكنهم لا يعون ما الذي يحدث بينما يكبرون في العمر ويكبر معهم حزام خصرهم. إن هذه الزيادة في الأيض تعني أنه بينما نكبر فغن السعرات الحرارية التي يحتاجها جسدنا يجب أن تأتي من طعام صحي للحصول على كمية ملائمة من الفيتامينات والمعادن. إن هرم الغذاء التفاعلي الجديد في ماي بيراميد دوت أورغ يمثل طريقة سهلة لمعرفة مصدر مجموعات الطعام التي ينبغي على سعراتنا الحرارية اليومية أن تأتي منها كما أنها تؤمن نصائح حول وجبات الطعام المنظمة. إن لم تدرك ذلك حتى الآن، كل شيء تفعله بجسدك يؤثر على صحتك والطعام الحي هو جزء هام من ذلك. الأكل بطريقة جيدة يمكن أن يساعد الأشخاص على مكافحة الأمراض والحفاظ على وزن صحي إضافة إلى الاستمتاع بالفرص التي تمنحها لهم الحياة.
في النهاية، فإن الإجهاد المحدود يلعب دورا هاما في الحفاظ على نمط حياة صحي، سواء أكنت تشعر بالإجهاد من العمل أو المنزل أو أي مكان بينهما، فإن تصفية ذهنك تمدك بالراحة العقلية اللازمة التي ستتيح لك الاستمتاع بحياتك بشكل أكبر. في المرة القادمة التي تشعر فيها بالإجهاد، توقف عما تقوم بفعله وخذ دقيقة للاسترخاء. خذ أنفاسا عميقة، استنشق الهواء من أنفك وأطلقك عبر فمك. إن تمارين كهذه قد تكون الفرق فحسب بين رغبتك بإلقاء حاسوبك من النافذة في العمل أو الرغبة بنسف المرور على طريق المنزل. أما السمة الهامة الأخرى فهي النوم، فمن دونه، لن يستطيع جسدك مقاومة الأمراض أو التعافي من اليوم أو حتى الاستعداد للغد. وفقا لمؤسسة النوم الوطنية، فإن البالغين الذين لا يحظون بسبع إلى تسع ساعات من النوم كل ليلة تتضاعف لديهم النسبة بأن يكونوا سمانا من أولئك الذين ينامون العدد الكافي من الساعات. الآن أصبح لديك أخيرا عذر للذهاب باكرا إلى السرير- فصحتك تعتمد على ذلك.
يبدو نمط الحياة الصحي في بعض الأحيان هدفا بعيد المنال يمكن للشخص للغني والشهير فقط تحقيقه. ولكن، عبر إضافة بعض الأنشطة العملية إلى أسلوب حياتك اليومي، فإن الصحة الأفضل ستكون بمتناول يديك. لذا تذكر، اربط حذائك واصعد به الأدراج، قم بزيارة عاملك الهام المؤثر، تخلى عن جعتك الثالثة في اليوم، كل شيئا أخضر بين الفينة والأخرى، واحصل على راحة كافية كل ليلة. إن إتباع البعض من هذه النصائح سيجعلك تشعر بأنك أصغر وأكثر صحة في وقت قصير.
في أستراليا، تعد الخدمات الصحية للرجال هي العمل الاستشاري الرائد لصحة الرجل، والذي يؤمن نطاقا من الاستراتيجيات التي تحسن من صحة الرجل وبقاءه معافى. تساعد جميع البرامج والخدمات على تقليل المخاطر وتقوية الفرص للرجال والشبان بالعيش عمرا أطول، وبالتالي فالحياة الصحية ستغني المجتمع كله بالعافية. إن تحسين صحة الرجل هي موضع اهتمام جديد ومتنام بالنسبة للحكومة، والمنظمات الغير حكومية علاوة على الشركات و- أهم شيء – بالنسبة للرجال في مجتمعنا. تؤمن شرطة صحة الرجال الوطنية المنشأة حديثا نطاق عمل حيوي لتحسين صحة الرجال في أستراليا ودعم البرامج والاستراتيجيات المقدمة عبر خدمات صحة الرجل. تؤمن خدمات صحة الرجل خبرة احترافية في تصميم وتنفيذ البرامج والموارد الفعالة للرجال علاوة على تقديم التدريب الاحترافي المصمم تحديدا لمساعدتك بإدراج الحاجات الاستثنائية للرجال والشباب.
دعني أساعدك لتكون أكثر نجاحا في تحسين صحة الرجل من خلال توفير الأفضل لبرامج صحة الرجل والعافية. تساعد جميع الخدمات المقدمة كل من المجتمعات واحترافيو الصحة ومستخدمين ومنشآت تعليمية إضافة إلى الرجال وعائلاتهم، في فهم وتحسين صحة الرجل. إن هذه الخدمات فريدة لأنها تخاطب عوامل الصحة الاجتماعية بشكل مباشر التي تؤثر في صحة وعافية الرجال والشباب. غريغ ميلان هو مدير خدمات صحة الرجل ومؤسس «صحة الرجل والعافية: دليل من الألف إلى الياء» الكتاب الأسترالي الشامل الأول الذي يدرج مفهوم صحة الرجل في سياق حياة الرجال: في بيئاتهم الجسدية والعاطفية والاجتماعية والنفسية والروحية والثقافية. لقد كتب في المقام الأول للرجال والشباب لتطبيقه لكنه أيضا كتاب يعتبر مرجعا رئيسيا لأي شخص يعمل في مجال الصحة أو الرفاهية أو أي قطاع في المجتمع يرغب بتحسين معرفته لقضايا صحة الرجال والعافية.
يعد الكتاب قراءة ضرورية لأي رجل يقدم معلومات عملية بسيطة بصرف النظر عن العمر أو أسلوب الحياة، وسواء كان الرجل عازبا أو زوجا أو أبا أو حتى ابنا. يمكنك الاتصال بغريغ على: http://Www.menshealthservices.com.au
وكالة بحث الرعاية الصحية والنوعية: http://www.ahrq.gov/realmen/index.html
مؤسسة القلب الأميركي: http://www.americanheart.org/presenter.jhtml?identifier=1200009
جمعية السرطان الأميركية: http://www.cancer.org/docroot/PED/PED_4.asp?sitearea=PED
مراكز المكافحة والوقاية من الأمراض:. http://www.cdc.gov/features/healthymen/ هاغن، فيليب.
دليل عيادة مايو للعناية الشخصية: أجوبة لمشاكل الصحة اليومية. 4 روتشستر، مين: أنباء عيادة مايو الصحية. صحة الرجل، وزارة الصحة والخدمات العليا ميسوري: http://www.dhss.mo.gov/MensHealth/
مؤسسة النوم الوطنية:. http://www.sleepfoundation.org/article/sleep-topics/diet-exercise-and-sleep
وزارة الزراعة الأميركية: http://www.mypyramid.gov/ نسخة محفوظة 26 يوليو 2007 على موقع واي باك مشين.

## المخاطر الصحية على الرجل
إن معدلات الوفاة الناتجة عن العوامل الخمسة عشر الرئيسية المسببة للوفاة في الولايات المتحدة هي أعلى عند الرجال منها عند النساء. حيث يموت الرجال أبكر بسبع سنين تقريبا من النساء. كما أن الرجال مرجحون للمعاناة بشكل أكبر من الأمراض المزمنة وصدمة إصابة الدماغ إضافة إلى الموت جراء مرض نقص المناعة المكتسب (الإيدز). وبينما الرجال أقل ممارسة للتمارين فإنهم أكثر عرضة للوزن الزائد. كما يقل احتمال تناولهم المكملات الغذائية مثل الفيتامينات، وقضاء أوقاتهم وهم يعتنون بأنفسهم.
يجادل البعض أن السبب الجزئي في هذا هو أن الرجال «مسموح» لهم بأن يكونوا ذوي وزن زائد. [وفقًا لِمَن؟] قد تقدم وسائل الإعلام الرجل القصير المكتنز على أنه لا زال ذكوريا جدا وحتى جذابا. إن التصرف والوعي الأعظم بالنسبة للسلوك الصحي عند النساء يأتي بشكل جزئي نتيجة للقيمة الاجتماعية الحضارية لحضورهن ولأجسادهن. إن كانت المرأة زائدة الوزن، فإنها تعتبر أقل أنثوية. النساء يضعن قيمة أعظم للعناية بأجسادهن وهو الأمر الذي يقودهن إلى سلوك أكثر صحة.
إنه موضوع مثير للجدل لكن العديد من العلماء يعتقدون أن ذلك التصرف هو العامل الأكثر أهمية الذي يؤثر على الصحة وأن ذلك التغير في السلوك هو الطريق الأكثر فاعلية للوقاية من الأمراض. بعض التصرفات المرتبطة بالذكورة المهيمنة تتضمن الطموح ”توضيح الحاجة“ والعقلية الموجهة للنجاح والاستقلالية والتصرف الآمن والرزانة العاطفية والعدوانية إضافة إلى تحدي المخاطر. إن هذه التصرفات متوقعة وسمات مميزة للرجال ولكن إن وصلوا إلى المدى الأقصى فيمكن لأنماط سلوكهم أن تكون غير صحية.

## الاستقلال والحصانة
من الملاحظ أن الرجال يذهبون بشكل أقل لزيارة أطبائهم للقيام بفحوصات الرعاية الطبية الوقائية. حيث أنهم يزورون أطبائهم 134.5 مليون مرة أقل من النساء الأميركيات في كل عام- مطبقين بذلك نسبة 40 بالمائة فقط من جميع الزيارات الطبية. إن ربع الرجال ممن يبلغون 45 إلى 60 عاما ليس لديهم طبيب خاص بهم. كما أن الرجال تغاضوا عن القيام بفحوصات القلب السنوية المنصوح بها. فالرجال الذين يبلغون من العمر بين 25 إلى 65 عاما مرجح أن يموتوا جراء مرض القلب والأوعية الدموية أربع مرات أكثر من النساء.
كما يرجح أن يتم تشخيص إصابة الرجال ب المرض العضال في مرحلة متأخرة ويعود ذلك لمعارضتهم الذهاب إلى الطبيب. وقد يكون ذلك بسبب ميل الرجال لعدم ملاحظة العلامات بشكل سريع كالنساء. يعتقد جيري كايسر، مستشار الرعاية الصحية، أن «الرجال....أساسا لا زالوا صيادين ومحاربين...كما أنهم ينزعون إلى عدم الانتباه إلى الأشياء الخفية والداخلية. إن لكم يكن هناك عوارض ظاهرية، فلن تكون هناك استجابة.»
إن الأسباب التي يعطيها الرجال لعدم قيامهم بالزيارات الطبية السنوية وزيارة أطبائهم تتضمن كلا من الخوف والنكران إضافة إلى الإحراج وتفادي التجربة التي قد لا يستطيعون التحكم فيها. وقد تكون هذه المشاعر نتيجة لأفكارهم حول كونهم ذكوريين وبشكل أكثر تحديدا، كونهم مستقلين ومسيطرين ولا يمكن إيذاؤهم.

## وطأة دور الجنس الذكري
يشعر بعض الرجال بالإجهاد نتيجة ضغط مجتمعهم للتصرف بطريقة ذكورية. حيث يحس هؤلاء الرجال بأن عليهم الفوز في المواقف التي تحتاج قوة ولياقة بدنية. كما أن الظهور بمظهر الضعف أو العجز العاطفي أو الجنسي هو أمر يشكل تهديدا كبيرا على اعتدادهم بذاتهم. وفي سبيل الشعور بالاطمئنان، على هؤلاء الرجال أن يشعروا بأنهم حاسمون وواثقون بأنفسهم إضافة لكونهم عقلانيون. هذا وقد يزداد الضغط الناتج عن دور الجنس الذكري إذا ما شعر الرجل أنه قد تصرف بطريقة عديمة الرجولة.
في عام 1987، أجرى إيسلر وسكي دمور دراسات حول مستوى الضغط الذكوري. ووجدا خمس تقنيات من الذكورة ترافق الضغط الناتج عن الدور الذكري. حيث تشمل:
1. التشديد على التغلب في المواقف التي تتطلب اللياقة والقوة.
2. التواصل مع النساء اللواتي يمتلكن حسا من التميز، سواء في مجال الألعاب الرياضية أو الكسب الاقتصادي.
3. أن تتم رؤيتهم كأشخاص عاطفيين فيما يتعلق بالنساء.
4. الحاجة للشعور بالتفوق فيما يتعلق بالأمور الجنسية والعمل.
5. الحاجة إلى قمع المشاعر الضعيفة حيث أن إظهار الأحاسيس يكون محدد طبقا للمفاهيم الذكرية التقليدية.

### استرتيجيات التأقلم
لا يمكن للمقاييس الذكرية أن تخلق الضغط على بعض الرجال فحسب، بل أنها تحدد قدرتهم على التخفيف من إجهادهم. يمتلك الرجال والنساء طرقا مختلفة يقيمون من خلالها الظروف المرهقة لهم وكيفية التأقلم معها. حيث يقيم بعض الرجال الظروف باستخدام مخطط لما يمكن أن يكون رد ذكري مقبول أكثر مما قد يكون الرد الموضوعي الأفضل.
إن الرجال مقيدون بمدى محدد من الردود «الموافق عليها» واسترتيجيات الفوز. وبسبب هذا المخطط المقيد، فإن الرجال قد لا يتغلبون على الضغط بالفعالية ذاتها التي تقوم بها النساء. فالنساء يملن إلى التوقف والإفراج عن مشاعرهن ومناقشة ضغوطاتهن مع صديق مقرب لهن. حيث يشعرن بالارتياح بعد ذلك. أما الرجال فقد حددوا خيارات تغلبهم على الضغط. وهذا من شأنه أن يؤدي إلى قبول الضغط بدلا من التعامل معه وهو الأمر الذي يقود فقط إلى تعزيز الجهد داخليا والتأثير على الصحة.

## الرزانة والكبت العاطفي
يمتلك المجتمع قواعد مختلفة حول الطريقة التي يتوجب فيها على الرجال والنساء أن يعبروا عن أنفسهم. وبشكل عام، ينظر إلى الرجال على أنهم من يفترض بهم أن يمنحوا العزاء والقوة. فإن انهاروا أو بكوا أو حتى طلبوا العزاء عندها قد يفقدون جلادتهم. ومن جانب آخر، فإن النساء وبعض الرجال لا يمنحون الرجال الخيار للتعبير عن مشاعر الحزن والتعب والضعف والإحباط أو حتى الحاجة والوحدة دون أن تكون النتيجة هي التضحية بذكوريتهم.
كما يرجح أن الرجال يميلون إلى الانتحار بما يزيد أربع مرات على النساء، وغالبا لا تمتلك العائلة والأصدقاء فكرة عما إذا كان هناك شيء خاطئ. وبدلا من طلب المساعدة من المختص أو حتى الحديث مع أصدقائهم، فإن الرجال يحاولون غالبا التعامل مع الإحباط بمفردهم، وهو الأمر الذي ينتهي في كثير من الأحيان بالموت.

## المخاطرة
من الملاحظ جدا أن الرجال يميلون أكثر بكثير من النساء إلى الشرب والقيادة وعدم ارتداء حزام الأمان كما أنهم ينزعون إلى العدوانية والقتال والقيادة بسرعة وعلى نحو خطير. إضافة إلى أنهم أكثر ضلوعا في ارتكاب جرائم القتل والتعرض لحوادث السيارات وغيرها من الحوادث. وفي الحقيقة فإن الرجال يموتون جراء الحوادث أكثر من النساء بثلاث مرات، كما أنهم يشكلون نسبة 93% من حوادث العمل. في الوقت الذي يجادل الكثيرون فيه أن هذا يعود إلى ممارسة الأعمال الخطرة التي يسيطر عليها الرجال كالتعدين، فإن البعض يقولون أن هذا يشكل على الأقل جزءا من السلوك الذكري المخاطر.
حيث يتعرض الرجال بشكل عام للمخاطر الصحية أكثر من النساء. وجميع تلك التصرفات مقبولة بالنسبة إليهم كما أنها تعتبر رجولية إلى حد كبير. إن الرجال معرضون للوفاة جراء مرض السرطانأكثر مرتين من النساء كما أنهم يقومون بالتدخين أكثر ولا يرتدون الواقي من الشمس ويأكلون الطعام الغير صحي ولا يتمرنون.
تشكل الأسباب الكامنة وراء هذه الرغبة بتحدي المخاطر أمرا يدعو إلى الجدال على نحو واسع. فالبعض يقول أن مرجع هذا السلوك يعود غالبا أو كليا إلى التوقعات الاجتماعية أو تقبل أسلوب المخاطرة من الرجال. بينما يعتقد آخرون أن الرجال وخاصة الشباب منهم، مهيئون جينيا ليكونوا أقل إدراكا للخطر من النساء لأن فقدان الشاب أقل ضررا بكثير من فقدان الشابة، وذلك من ناحية المقدرة الإنجابية للمجموعة، وهو الأمر الذي يبدو أنه ينتج ضغطا للتطور تجاه الرجال ويدفعهم ليكونوا أكثر ميلا للمجازفة والمخاطرة. كما يستشهد البعض بالمفاهيم المحددة الواسعة الانتشار للهوية الذكورية بغض النظر عن الثقافات. فإن كانت الذكورية تلقن إلى حد بعيد، لكانت المجتمعات المتعددة في الأوقات المختلفة تمتلك أفكارا مختلفة للغاية حول دور الجنس الذكري، الذي بقي ثابتا نسبيا على مر العصور.

### تشجيع الإعلام
وفقا لآران ستيب، فإن مشاكل وتصرفات الرجال الصحية يمكن ربطها بدور الجنس الاجتماعي للرجال في ثقافتنا. فقد وجد أن مجلات التحري تشجع على الذكورية التقليدية، حيث تحتفل المجلة بالأشياء «الذكرية» مثل حب المسدسات والسيارات السريعة والنساء السريعات إضافة إلى قراءة الخلاعة على نحو منتظم. كما أن هناك عدة رجال «مثاليين» تشجع عليهم المجلة، لكن المشكلة تكمن في أن جميع أولئك الرجال يعانون المخاطر الصحية.
إن صورة لاعب كمال الأجسام التي تشجع عليها في العادة لديها نظام تمرين متواضع يفشل في تحريك الجسد كله أو القيام بعمل القلب والأوعية الدموية. كما أن صورة «شريحة اللحم والبطاطا» ترتبط بالمستوى العالي للكوليسترول، وصورة من يشرب البيرة بكثرة يمكن أن تؤدي إلى إدمان الخمر والقيادة أثناء الثمالة. إضافة إلى ذلك فإن صورة الرجل البارع في الأمور الجنسية تعرض الرجال لخطر أكبر من الأمراض المتنقلة جنسيا، وفي النهاية فإن فكرة الرجل المحب للرياضة ومشاهدة التلفاز تشجع القسوة والعدائية.

### سلوك شرب الكحول
أظهرت دراسة حول الإعلانات التجارية للكحول قام بها كل من ستريت (بوست مان ونيستروم وستريت ووين غارتنر في عام 1987 إضافة إلى ستريت في عامي 1989 و1990) ووينر في عام 1991، أظهرت بعض النتائج المثيرة للاهتمام، ففي إعلانات البيرة التجارية، تقدم الأفكار الذكرية (وبشكل خاص حب الخطر) ويتم التشجيع عليها، كما تركز الإعلانات على الحالة التي يكون فيها الرجل متغلبا على العوائق في المجموعة. فالرجال إما يعملوا كثيرا أو يلعبوا كثيرا، على سبيل المثال، ستصور الإعلانات الرجال الذين يقومون بجهد جسدي مثل رعاة البقر وعمال البناء أو الفلاحين، حيث تبدو البيرة كجائزة لعمل تم إنجازه بشكل جيد.
كما أن البيرة مرتبطة أيضا بنهاية اليوم بوصفها نقلة من العمل إلى الراحة. إعلانات البيرة التي تنطوي على اللعب الثابت تمتلك موضوعا رئيسيا من الإتقان (يتجاوز الطبيعة أو يتجاوز بعضها بعضا) من المخاطرة والمجازفة. على سبيل المثال، سيكون الرجال في الخارج يمارسون الصيد أو التخييم أو الرياضات أو يتسكعون في الحانات. ودوما يكون هناك عنصر من الخطر إضافة إلى التركيز على الحركة والسرعة، وهذا الأمر يؤكد على فكرة أن الرجال الحقيقيون يتحدون المخاطر ويستمتعون بالسرعة (على سبيل المثال امتلاكهم للسيارات السريعة والقيادة بسرعة). كما يتم استخدام الحانة كمحيط لامتحان الذكورية (فمهارات مثل الرهان والقوة البدنية والقدرة على الشرب) تستخدم كأساس للصداقة بين الذكور. كما يتم ربط البيرة مع الطبيعة أيضا، فهي طبيعية وصافية وغير مؤذية وربما أيضا يتم تقديمها بقوة على أنها صحية.
وبسبب هذا الوصف الذي تقوم به وسائل الإعلام ومشهد «الرجل القوي» ، فإن الرجال يحستون الكحول أكثر من النساء، حيث أنهم يشربون أكثر من النساء بثلاث مرات، كما أنهم يضلعون في التصرفات الخطيرة مثل حفلات الشرب. وذلك وفقا لدراسة قام بها روراباخ، فإن الشبان في الجامعة يعدون من بين أكثر السكيرين في المجتمع الأميركي. ويعود ذلك إلى أنهم يسعون إلى المغامرة، فمن بداية تجربتهم في الجامعة، ينخرط الرجال في الشرب.
وفقا لغرين، فإن ألعاب الشرب تمثل «عاملا هاما في تربية الطلاب الجدد على الاستعمال الثقيل» حيث يرى الشرب كمغامرة بحد ذاتها علاوة على كونه يحرر الرجال ويدفعهم لتجربة الجنس والعنف وغيرها من التصرفات التي تتسم بالمغامرة. وكبديل عن ممارسة الخطر، فإن الشباب في الجامعة يتقلون القبول من نظرائهم. ليس الكحول بحد ذاته هو الخطر في حياة هؤلاء الرجال، وإنما بعض الشعائر والتقاليد الجامعية التي توجب على الرجال أن يتحدوا الخطر بينما يقومون بشرب الكحول. ففي الجامعات الأميركية، يقوم الشباب بإظهار رجولتهم كتطور في اللحظة التي يسيطر فيها اجتماعيا عبر الكحول.

## وصلات أخرى
https://www.menshealth.com/
هذا هو موقع مجلة صحة الرجل.  يحتوي على معلومات حول كيفية الاعتناء بنفسك وتحسين رفاهيتك بشكل عام.  ويغطي اللياقة والجنس والصحة وحكمة الرجل وفقدان الوزن والتغذية والأناقة.  في قسم الصحة تجد معلومات عن الأمراض وكيفية مكافحتها ، بالإضافة إلى معلومات عن الكوليسترول وآلام الظهر وأمراض القلب وإدارة الإجهاد.
- Menshealth.org مكرسة لتعزيز صحة وعافية الرجال والفتيان.  هدفهم هو الحد من المخاطر التي يمكن الوقاية منها ومساعدة الرجال والفتيان على العيش حياة أطول وأكثر صحة.  لديها برنامج تقييم صحي وتقدم خدمات لمساعدة الرجال وأسرهم على تحسين صحتهم.
- http://www.menweb.org/throop/health/health.html

يوفر هذا الموقع مقالات حول القضايا الصحية والدراسات التي تقدم إحصاءات وحقائق.  يتم تسليط الضوء على المعلومات المتعلقة بالمساعدة الذاتية من خلال التغييرات في النظام الغذائي ونمط الحياة وكذلك المعلومات المتعلقة بالصحة العقلية .
- http://menanddepression.nimh.nih.gov/ نسخة محفوظة 28 مايو 2009 على موقع واي باك مشين.

يتحدث هذا الموقع عن الرجال واكتئابهم وكيفية الحصول على المساعدة .